# انداپورام
انداپورام (به انگلیسی: Andapuram) یک منطقهٔ مسکونی در هند است که در تامیل نادو واقع شده‌است.